# 海孜站
海孜站是一个濉阜线上的铁路车站，位于安徽省濉溪县海孜乡，建于1971年，目前为四等站，邮政编码为235149。目前客运：办理旅客乘降；不办理行李、包裹托运；不办理货运营业。